# Rennerod
Rennerod – miasto w Niemczech, w kraju związkowym Nadrenia-Palatynat, w powiecie Westerwald, siedziba gminy związkowej Rennerod.